# Cosmeodillo decoui
Cosmeodillo decoui är en kräftdjursart som beskrevs av Albert Vandel 1973. Cosmeodillo decoui ingår i släktet Cosmeodillo och familjen Armadillidae. Inga underarter finns listade i Catalogue of Life.